# Arrondissement de Ndande

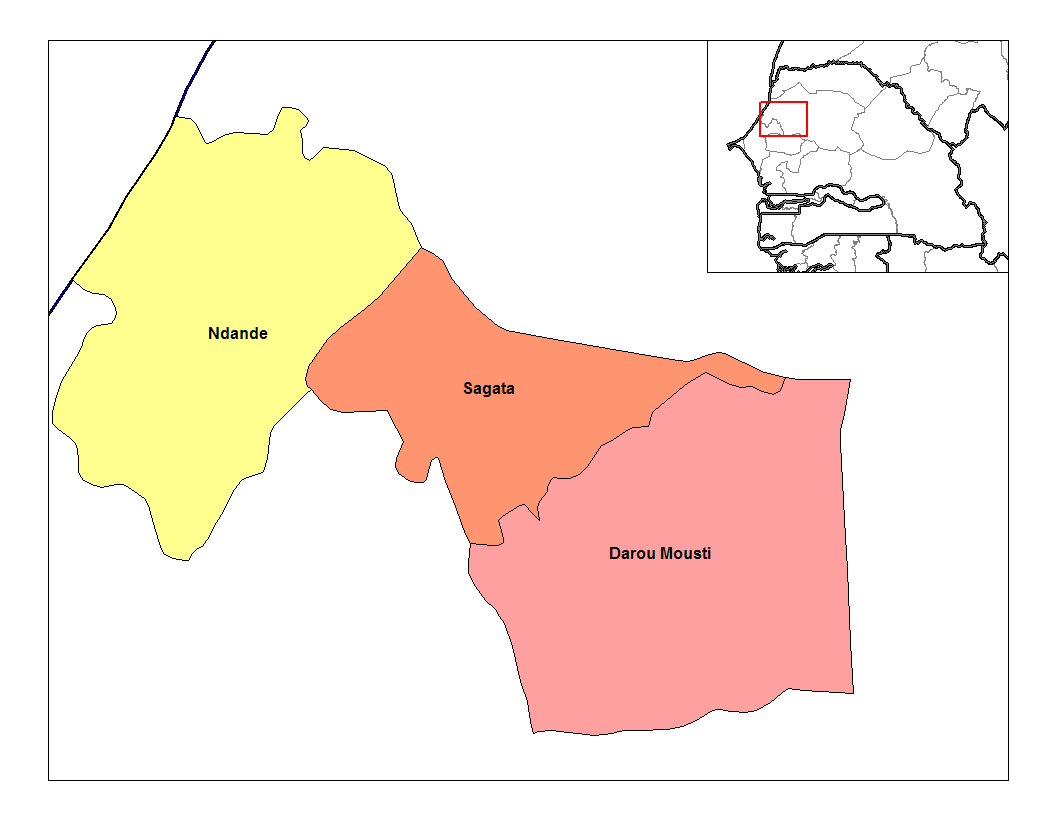
La carte des arrondissements du département de Kebemer au Sénégal.

L'arrondissement de Ndande est l'un des arrondissements du Sénégal. Il est situé à l'ouest du département de Kébémer, dans la région de Louga.
Il compte cinq communautés rurales :
- Communauté rurale de Bandegne Ouolof
- Communauté rurale de Diokoul Diawrigne
- Communauté rurale de Kab Gaye
- Communauté rurale de Ndande
- Communauté rurale de Thieppe

Son chef-lieu est Ndande.